# Lost Tracks
Lost Tracks è il terzo album in studio della cantante olandese Anouk, pubblicato il 18 novembre 2002 dalla EMI.
Contiene un CD con versioni acustiche e remix di tracce già pubblicate e un DVD con alcuni video.

## Tracce
CD
1. Break Down the Wall
2. Love
3. Don't (Remix)
4. Sacrifice
5. Home Is in My Head
6. Redemption (con The Anonymous)
7. I Alone (con Sarah Bettens/K's Choice)
8. Nobody's Wife
9. Lovin' Whiskey (live)
10. Last Time
11. It's So Hard 3
12. Break Down the Wall
13. Don't
14. In the Sand
15. R.U. Kiddin' Me

DVD
1. Mood Indigo
2. Nobody's Wife
3. Nobody's Wife
4. It's So Hard
5. Sacrifice
6. Sacrifice
7. R.U. Kiddin' Me
8. The Dark
9. Michel
10. Don't

## Classifiche
| Paese            | Posizione più alta |
| ---------------- | ------------------ |
| Belgio (Fiandre) | 5                  |
| Paesi Bassi      | 1                  |